# The Elder Scrolls
The Elder Scrolls är en datorrollspelsserie utvecklad av Bethesda Game Studios och utgiven av Bethesda Softworks. Serien består av fem huvudsakliga spel, och utöver dessa har expansioner och spinoffer utvecklats.

## Spel i serien

### The Elder Scrolls: Arena
The Elder Scrolls: Arena släpptes 1994 till DOS. Arena blev en mindre försäljningsframgång och bäddade för en uppföljare. Den frisläpptes av Bethesda för fri nedladdning 2004.

### The Elder Scrolls II: Daggerfall
The Elder Scrolls II: Daggerfall släpptes 1996 till DOS och var med sin enorma spelvärld banbrytande. Trots att det innehöll en hel uppsjö fel i programmeringen samlade spelet en hängiven beundrarskara. Frisläpptes av Bethesda för fri nedladdning 2009.

### The Elder Scrolls III: Morrowind
The Elder Scrolls III: Morrowind släpptes 2002 till Windows och Xbox, det utspelade sig på ön Vvardenfell i provinsen Morrowind. Morrowind var mer genomtänkt än sina föregångare och implementeringen av TES-editorn (Construction Set) bäddade för framgång. Morrowind fick sedermera två expansioner; Tribunal (2002) och Bloodmoon (2003).

### The Elder Scrolls IV: Oblivion
The Elder Scrolls IV: Oblivion släpptes 2006 till Windows, Xbox 360 och Playstation 3. Det utspelade sig i provinsen Cyrodiil. De figurer spelaren stötte på i spelet röstskådespelades och bland annat Sir Patrick Stewart deltog i utvecklingen av Oblivion. Oblivion fick sedermera två expansioner; Knights of The Nine (2006) och Shivering Isles (2007).

### The Elder Scrolls V: Skyrim
The Elder Scrolls V: Skyrim är den femte delen i serien, som släpptes den 11 november 2011 till Windows, Xbox 360 och Playstation 3. Spelet utspelar sig i landet Skyrim 200 år efter händelserna i Oblivion. Spelet använder sig även av en ny grafikmotor. Skyrim fick sedan flera expansioner; Dawnguard (2012) och Dragonborn (2013). Även ett tilläggspaket kallat Hearthfire (2012).

### Spin-offer
Utöver ovanstående släpptes  The Elder Scrolls Legends: Battlespire 1997 och The Elder Scrolls Adventures: Redguard 1998.
I april 2014 släpptes även The Elder Scrolls Online, ett MMO som utspelar sig ca 800 år före händelserna i Morrowind.
Hösten 2016 släpptes The Elder Scrolls: Legends. Det är ett så kallat samlarkortspel (collectible card game, CCG). 

## Grundberättelse
Spelen utspelar sig till största delen på kontinenten Tamriel och spelas endast av en spelare. Spelen koncentreras kring utvecklingen av en avatar, utforskande av spelvärlden och utförandet av olika uppdrag åt spelvärldens invånare.
Världen, legenderna och kunskapen runt Elder Scrolls-universumet har gradvis utvecklats och serien har egna raser, kulturer, historia och religioner. År 2009 publicerades även romanen The Infernal City som är baserad på Elder Scrolls-serien.
Tamriel består av nio provinser. Varje provins har ett eget folkslag, undantaget High Rock som har två.
- Cyrodiil befolkas av Imperials
- High Rock befolkas av Bretons och Orc eller Orsimer
- Hammerfell befolkas av Redguards
- Skyrim befolkas av Nords
- Morrowind befolkas av Dark Elves eller Dunmer
- Black Marsh befolkas av Argonians som är ett ödlefolk som ofta används som slavar.
- Elsweyr befolkas av Khajiit som är ett kattfolk som också ofta används som slavar.
- Summerset Isles befolkas av High Elves eller Altmer
- Valenwood befolkas av Wood Elves eller Bosmer

Utöver dessa finns det några fler provinser i andra kontinenter, till exempel Akavir, som är hemmet för drakar, här finns provinserna Akaviri, the Kamal, Tsaesci, Tang Mo, and Ka Po' Tun.
Några andra kontinenter är:
- Aldmeris, man vet inte om något bor här, vissa tror t.o.m att denna provins inte existerar
- Atmora, som är ett obeboeligt väldigt kallt land
- Pyandonea som är hem för Maormer, "The Tropical Elves"
- Yokuda, som en gång i tiden befolkades av "Redguards"

Tillsammans utgör dessa kontinenter en planet man kallar för Nirn.
I spelserien finns sammanlagt sjutton Daedra-gudar och vissa av dem kan ge spelaren en eller flera artefakter.